# Новая Ольшанка (Воронежская область)
Новая Ольшанка — село в Нижнедевицком районе Воронежской области России. Административный центр Новоольшанского сельского поселения.

## География
Большая часть села находится на правом берегу реки Ольшанки. Там же располагается Корнеев пруд.
Расстояние до административных центров: 10 км на юг до села Нижнедевицка — центра Нижнедевицкого района, 49 км на восток до Воронежа — центра Воронежской области.

## Транспорт
В 3 км на запад проходит автодорога Н20Н-1-15, по которой можно выехать на автомобильную дорогу общего пользования федерального значения Курск — Воронеж Р298 (E 38).
В 5 км на северо-запад находится железнодорожная станция Нижнедевицк Юго-Восточной железной дороги. Оттуда можно добраться до города Воронеж и рабочего посёлка Касторное.

## Население
|         | 1746 | 1859 | 1880 | 1897 | 1900 | 2010 |
| ------- | ---- | ---- | ---- | ---- | ---- | ---- |
| Дворов  | 99   | 507  | 792  | 1031 | 930  |      |
| Человек |      | 5345 | 5609 | 6512 | 7125 | 514  |

## История
Новая Ольшанка возникла в конце XVII века. Название получила по лесистой местности.
Первое упоминание о новоольшанской православной церкви Святых Космы и Дамиана относится к 1705 году. После пожара 1763 года был возведён новый храм Рождества Пресвятой Богородицы, освященный в 1769 году.
В 1795 году село относилось к Нижнедевицкой округе Воронежского наместничества.
В 1827 году из Новой Ольшанки 69 однодворцев переселились в Омскую область.
В 1836 году 26 семей однодворцев переселились в деревню Миролюбову Бузулукского уезда Оренбургской губернии.
В 1859 году село входило в Нижнедевицкий уезд Воронежской губернии, было училище и православная церковь.
В 1880 году село Новая Ольшанка входило в Ново-Ольшанскую волость Нижнедевицкого уезда Воронежской губернии. В селе располагалось волостное правление, школа, 8 лавок, 5 водяных и 53 ветряные мельницы.
В 1882 году построена новая церковь Рождества Пресвятой Богородицы.
В 1897 году в селе располагалось училище.
В 1900 году село входило в Новоольшанское сельское общество.
В 1907 году в Новой Ольшанке было две школы — церковно-приходская и земская.

## Достопримечательности
- Церковь Рождества Пресвятой Богородицы[1]
- Памятник погибшим в Великой Отечественной войне[13]

## Социальная сфера
- ОГУ «Новоольшанский дом-интернат для престарелых и инвалидов», основанный в 2002 году[14]
- Фельдшерско-акушерский пункт
- Сельский дом культуры
- Основная общеобразовательная школа[15]